# Herb gminy Baligród
Herb gminy Baligród – symbol gminy Baligród, ustanowiony 5 listopada 2014.

## Wygląd i symbolika
Herb przedstawia na tarczy w polu czerwonym srebrną lilię podwójną ze złotym pierścieniem na środku. ponad srebrnym kwiatem dziewięćsiłu o złotym środku. 
Kwiat dziewięćsił symbolizuje charakterystyczne dla gminy Baligród wartości przyrodnicze oraz jej przynależność do najcenniejszych karpackich obszarów górskich. Srebrna lilia herbu Baligrodu stanowi odwołanie do herbu Gozdawa, którym Władysław I Herman obdarzył rycerza Krystyna z Gozdawy za męstwo na polu walki. Owa lilia symbolizuje niepokalane rycerstwo i odwołuje się bezpośrednio do szlacheckości Rodu Balów, którzy ok. 1510 r. wznieśli w Baligrodzie zamek oraz kaplicę i stali się jego pierwotnymi założycielami.